# Heike Eder
Heike Eder, nota anche come Heike Tuertscher o Heike Türtscher (30 maggio 1988), è una sciatrice alpina austriaca paralimpica, vincitrice di una medaglia di bronzo alle Paralimpiadi Invernali 2018.

## Biografia
Ha iniziato a sciare con suo padre all'età di cinque anni. Ha iniziato a praticare lo sci alpino a livello agonistico all'età di 18 anni, dopo essere rimasta paraplegica in seguito alla caduta durante gli allenamenti per la gara di slalom gigante nel 2006 a Obergurgl, in Austria. L'incidente le ha danneggiato schiena, polmoni, reni e fegato.
Ha come allenatori nel club RC Enjo Vorarlberg, Philipp Bonadimann e Robert Meusburgera e nella nazionale Eric Digruber.
Dopo gli studi in economia aziendale, ha lavorato come responsabile delle risorse umane presso la Camera del Lavoro del Vorarlberg. È sposata con Armin Eder (anche lui atleta paralimpico che ha rappresentato l'Austria nello sci alpino) e risiede a Gotzis.

## Carriera
Ha fatto il suo debutto alle Paralimpiadi invernali nel 2018 conquistando la sua unica medaglia paralimpica, un bronzo nello slalom speciale femminile seduta (con un tempo di 2:04.85).
Ai Campionati mondiali di sci alpino paralimpico di Tarvisio del 2017, Eder è arrivata al 5º posto nell slalom gigante seduta (con un tempo di 2:39.05) e si è piazzata al 6º posto nello slalom speciale seduta (tempo 1:49.78)

## Premi e riconoscimenti
- Golden Sport Award dalla Federazione austriaca di sci (2018)

## Palmarès

### Paralimpiadi
- 1 medaglia:
  - 1 bronzo (slalom speciale seduta a Pyeongchang 2018)